# Cleve Livingston
Cleve Livingston, född 24 maj 1947 i Los Angeles i Kalifornien, är en amerikansk roddare.
Han tog OS-silver i åtta med styrman i samband med de olympiska roddtävlingarna 1972 i München.